# Bent Out of Shape
Bent Out Of Shape es el séptimo álbum de estudio de Rainbow, lanzado en 1983 por Polydor.
Originalmente editado en formato LP y casete, el casete presentaba algunas canciones con una duración considerablemente mayor que las del vinilo, por ejemplo "Desperate Heart" (4'04 en vinilo, 4'36 en casete) o "Make Your Move" (3'56 en vinilo, 5'25 en casete), esto se debe a dos distintas cintas "master", una de las cuales contenía secuencias extra.
El álbum fue grabado en los Sweet Silence Studios de Copenhague en unas siete semanas, siendo el último disco de estudio de Rainbow hasta 1995.
Un CD con el material remasterizado se lanzó en mayo de 1999, contando con la restauración de las ilustraciones originales. 

## Lista de canciones
- Todas las composiciones por Ritchie Blackmore y Joe Lynn Turner exceptuando las de otra forma indicadas.

Lado A
1. "Stranded"
2. "Can't Let You Go" (Blackmore, Turner, Intro - David Rosenthal)
3. "Fool for the Night"
4. "Fire Dance" (Blackmore, Turner, Roger Glover, Rosenthal)
5. "Anybody There" (Blackmore)

Lado B
1. "Desperate Heart"
2. "Street of Dreams"
3. "Drinking with the Devil"
4. "Snowman" (Howard Blake, arr. Blackmore)
5. "Make Your Move"

## Personal
- Ritchie Blackmore - guitarras
- Joe Lynn Turner - voz
- Roger Glover - bajo, percusión
- Chuck Burgi - batería
- David Rosenthal - teclados

## Sencillos
- 1983 - "Street of Dreams"/"Anybody There"
- 1983 - "Street of Dreams"/"Anybody There"/"Power" (vivo) - 12"
- 1983 - "Can't Let You Go"/"All Night Long" (vivo)
- 1983 - "Can't Let You Go"/"All Night Long" (vivo)/"Stranded" (vivo) - 12"
- 1983 - "Can't Let You Go"/"Drinking with the Devil" - España